# Filippo Massimiliano Del Drago Biscia Gentili
Filippo Massimiliano Del Drago Biscia Gentili, II principe di Mazzano ed Antuni (Roma, 4 marzo 1824 – Roma, 21 aprile 1913), è stato un principe italiano.

## Biografia
Nato a Roma il 4 marzo 1824, Filippo Massimiliano era figlio di Urbano Del Drago Biscia Gentili, I principe di Mazzano ed Antuni, e di sua moglie la principessa romana Teresa Massimo. Tramite sua madre, Filippo Massimiliano era direttamente discendente da re Augusto III di Polonia e dai duchi di Sassonia.
Alla morte di suo padre nel 1851 fu chiamato a succedere al titolo di famiglia di principe di Mazzano ed Antuni. Erede di diverse cospicue fortune (quella della famiglia Gentili innanzitutto, ereditata dalla prima moglie di suo padre, ma anche parte delle ricchezze dei nobili principi Massimo a Roma), la sua casata era tutto sommato giovane in quanto nobilitata al titolo principesco solo nel 1832 con suo padre, per servizi resi al romano pontefice, e per questo egli pensò di condurre una politica matrimoniale sulla sua persona che potesse fruttagli prestigio ed ulteriore denaro per la propria casata. Sposò a questo scopo Maria Milagros Muñoz y Borbon, marchesa di Castillejo, figlia del militare Agustín Fernando Muñoz e di sua moglie, la principessa Maria Cristina di Borbone-Due Sicilie, figlia a sua volta di re Francesco I delle Due Sicilie e della regina Maria Isabella di Borbone-Spagna. La prestigiosissima posizione raggiunta alla corte pontificia tramite questo matrimonio, lo rese subito un personaggio fondamentale per la gestione dei delicati affari con la corte del Regno delle Due Sicilie, in anni difficili come quelli immediatamente precedenti alla caduta di Francesco II, il quale dimostrò sempre (come del resto molti suoi antenati) un forte attaccamento alla figura del pontefice.
Per questo suo attivo coinvolgimento sia nella politica pontificia che in quello del Regno delle Due Sicilie, è facile intuire come Filippo Massimo si astenne dal 1859 dall'entrare nel merito del neonato regno d'Italia, ed ancor di più quando Vittorio Emanuele II entrò a Roma nel 1870, rifiutandosi categoricamente di collaborare con quanti considerava apertamente degli invasori, seppur vincenti.
Morì a Roma il 21 aprile 1913.

## Matrimonio e figli
Filippo Massimiliano in Francia, al Castello di Malmaison, nel 1856, Maria Milagros Muñoz y Borbon, marchesa di Castillejo, figlia di Agustín Fernández Muñoz e di sua moglie, la principessa Maria Cristina di Borbone-Due Sicilie. Da questo matrimonio nacquero i seguenti eredi:
- Ferdinando (1857-1906), marchese di Riofreddo, sposò Maria de la Gandara y Plazaolo ed in seconde nozze Elika Spada Veralli dei principi Potenziani; premorì al padre. Fu padre di Alfonso, successore di Filippo Massimiliano.
- Francesco d'Assisi Maria (1858 - 1942), sposò in prima nozze la contessa Marie-Cécile van der Noot d'Assche ed in seconde nozze Lucia Vigliotti di Ceva dei marchese di Battifollo, da questo fu padre di Maria Milagros Rosália Margarida Del Drago de Bourbon
- Luigi Gonzaga Maria (1859 - 1952), sposò la marchesa Angela Pellegrini Quarantotti, fu padre di Mario del Drago, ultimo comandante della Guardia Nobile Pontificia
- Giovanni Battista Maria (1860 - 1956), sposò in prime nozze la contessa Emma Lucich (matrimonio annullato) ed in seconde nozze Josephine Kleiner

## Ascendenza
|                                                                            |                                                          |                                                        | Genitori                                                |  |  | Nonni |  |  | Bisnonni                                              |  |  | Trisnonni                                          |  |
|                                                                            |                                                          |                                                        |                                                         |  |  |       |  |  | Paolo Antonio del Drago Biscia, marchese di Riofreddo |  |  | Giovanni Battista del Drago, marchese di Riofreddo |  |
|                                                                            |                                                          |                                                        |                                                         |  |  |       |  |  | Paolo Antonio del Drago Biscia, marchese di Riofreddo |  |  | Giovanni Battista del Drago, marchese di Riofreddo |  |
|                                                                            |                                                          | Ortensia Biscia                                        |                                                         |  |  |       |  |  | Paolo Antonio del Drago Biscia, marchese di Riofreddo |  |  |                                                    |  |
| Giovanni Battista Del Drago Biscia, marchese di Riofreddo                  |                                                          |                                                        |                                                         |  |  |       |  |  | Paolo Antonio del Drago Biscia, marchese di Riofreddo |  |  |                                                    |  |
|                                                                            |                                                          | Caterina Spada                                         | Paolo Spada                                             |  |  |       |  |  |                                                       |  |  |                                                    |  |
|                                                                            |                                                          | Caterina Spada                                         | Paolo Spada                                             |  |  |       |  |  |                                                       |  |  |                                                    |  |
|                                                                            |                                                          | Caterina Spada                                         | …                                                       |  |  |       |  |  |                                                       |  |  |                                                    |  |
| Urbano Del Drago Biscia Gentili, I principe di Mazzano ed Antuni           |                                                          | Caterina Spada                                         |                                                         |  |  |       |  |  |                                                       |  |  |                                                    |  |
|                                                                            |                                                          | Stanislao Negroni                                      | Antonio Negroni                                         |  |  |       |  |  |                                                       |  |  |                                                    |  |
|                                                                            |                                                          | Stanislao Negroni                                      | Antonio Negroni                                         |  |  |       |  |  |                                                       |  |  |                                                    |  |
|                                                                            |                                                          | Stanislao Negroni                                      | Anna Felice Ottini                                      |  |  |       |  |  |                                                       |  |  |                                                    |  |
| Cecilia Negroni                                                            |                                                          | Stanislao Negroni                                      |                                                         |  |  |       |  |  |                                                       |  |  |                                                    |  |
|                                                                            |                                                          | Agnese Capocaccia                                      | …                                                       |  |  |       |  |  |                                                       |  |  |                                                    |  |
|                                                                            |                                                          | Agnese Capocaccia                                      | …                                                       |  |  |       |  |  |                                                       |  |  |                                                    |  |
|                                                                            |                                                          | Agnese Capocaccia                                      | …                                                       |  |  |       |  |  |                                                       |  |  |                                                    |  |
| Filippo Massimo Del Drago Biscia Gentili, II principe di Mazzano ed Antuni |                                                          | Agnese Capocaccia                                      |                                                         |  |  |       |  |  |                                                       |  |  |                                                    |  |
|                                                                            | Francesco Camillo VII Massimo, IV marchese di Roccasecca | Filippo Camillo VI Massimo, III marchese di Roccasecca |                                                         |  |  |       |  |  |                                                       |  |  |                                                    |  |
|                                                                            | Francesco Camillo VII Massimo, IV marchese di Roccasecca | Filippo Camillo VI Massimo, III marchese di Roccasecca |                                                         |  |  |       |  |  |                                                       |  |  |                                                    |  |
|                                                                            | Francesco Camillo VII Massimo, IV marchese di Roccasecca | Isabella Fiammetta Soderini                            |                                                         |  |  |       |  |  |                                                       |  |  |                                                    |  |
| Massimiliano Camillo VIII Massimo, I principe di Arsoli                    | Francesco Camillo VII Massimo, IV marchese di Roccasecca |                                                        |                                                         |  |  |       |  |  |                                                       |  |  |                                                    |  |
|                                                                            |                                                          | Barbara Savelli Palombara                              | Massimiliano Savelli Palombara, marchese di Pietraforte |  |  |       |  |  |                                                       |  |  |                                                    |  |
|                                                                            |                                                          | Barbara Savelli Palombara                              | Massimiliano Savelli Palombara, marchese di Pietraforte |  |  |       |  |  |                                                       |  |  |                                                    |  |
|                                                                            |                                                          | Barbara Savelli Palombara                              | Porzia Gabrielli di Prossedi                            |  |  |       |  |  |                                                       |  |  |                                                    |  |
| Teresa Massimo                                                             |                                                          | Barbara Savelli Palombara                              |                                                         |  |  |       |  |  |                                                       |  |  |                                                    |  |
|                                                                            |                                                          | Francesco Saverio di Sassonia                          | Augusto III di Polonia                                  |  |  |       |  |  |                                                       |  |  |                                                    |  |
|                                                                            |                                                          | Francesco Saverio di Sassonia                          | Augusto III di Polonia                                  |  |  |       |  |  |                                                       |  |  |                                                    |  |
|                                                                            |                                                          | Francesco Saverio di Sassonia                          | Maria Giuseppa d'Austria                                |  |  |       |  |  |                                                       |  |  |                                                    |  |
| Maria Cristina di Sassonia                                                 |                                                          | Francesco Saverio di Sassonia                          |                                                         |  |  |       |  |  |                                                       |  |  |                                                    |  |
|                                                                            |                                                          | Chiara Spinucci                                        | Giuseppe Spinucci                                       |  |  |       |  |  |                                                       |  |  |                                                    |  |
|                                                                            |                                                          | Chiara Spinucci                                        | Giuseppe Spinucci                                       |  |  |       |  |  |                                                       |  |  |                                                    |  |
|                                                                            |                                                          | Chiara Spinucci                                        | Beatrice Vecchi-Buratti                                 |  |  |       |  |  |                                                       |  |  |                                                    |  |
|                                                                            |                                                          | Chiara Spinucci                                        |                                                         |  |  |       |  |  |                                                       |  |  |                                                    |  |